# Matjes

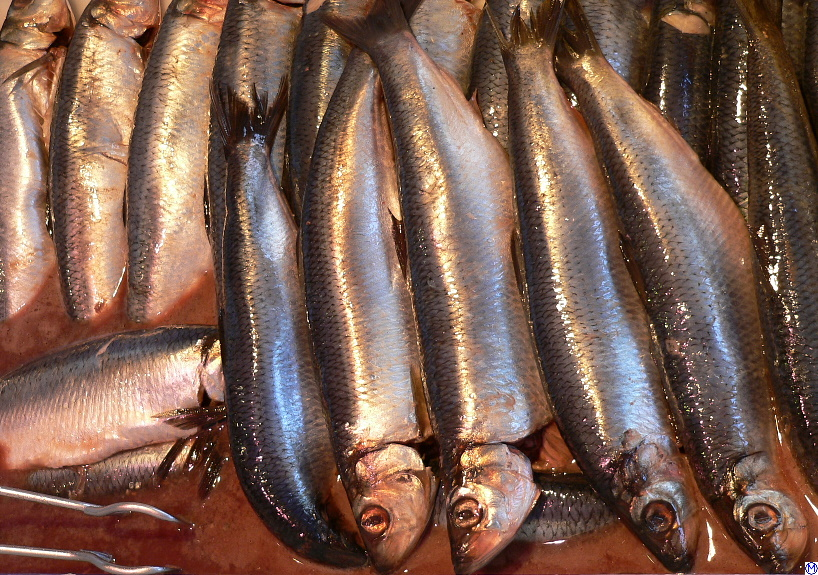
Matjes recién salidos del barril (Hamburgo).

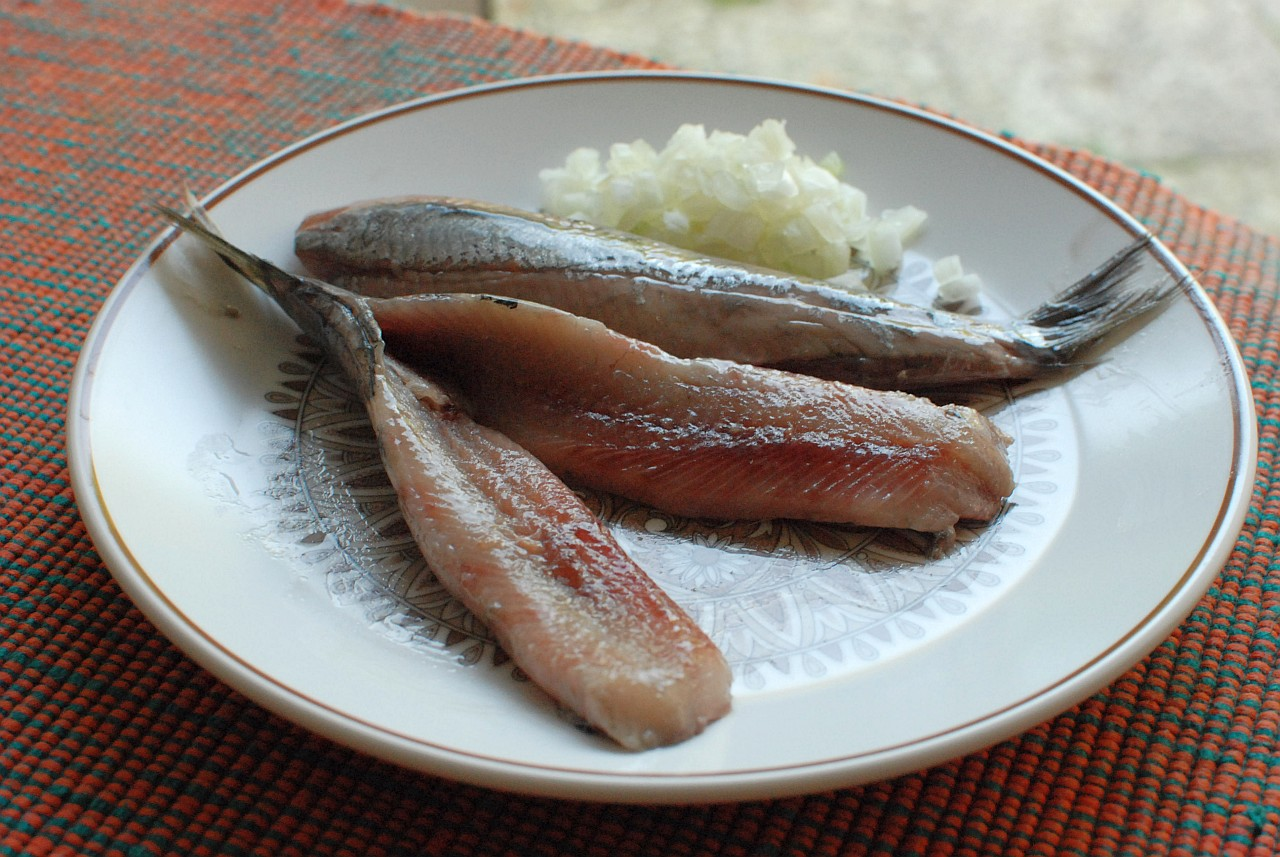
Arenque en salmuera con cebolla (Países Bajos).

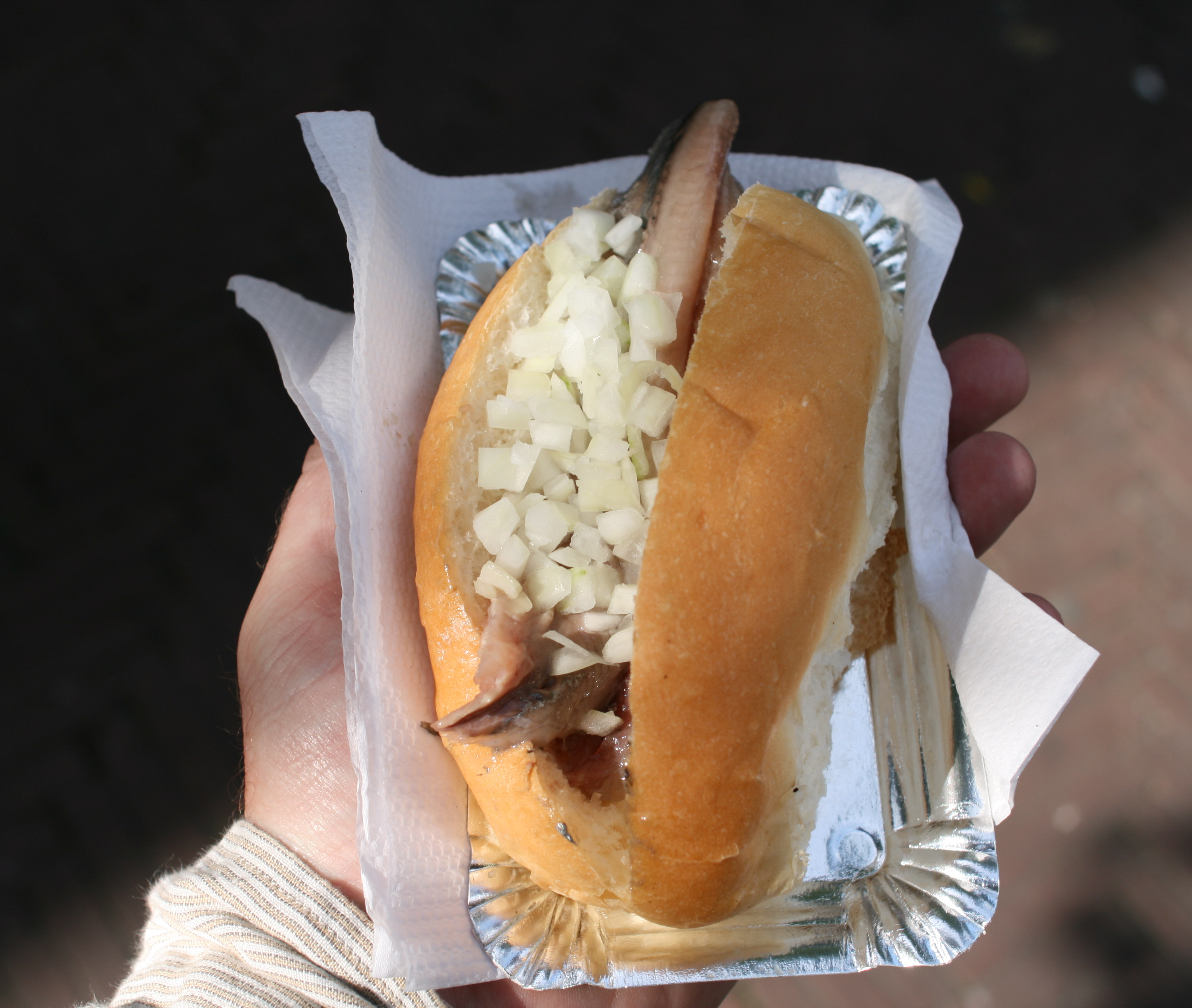
Sándwich de arenque (Países Bajos).

El matjes es un arenque inmaduro curado en marinada o salmuera, típico de Alemania, Suecia y los Países Bajos (donde se le llama maatjesharing).
Cuando se cura en marinada, además de vinagre puede contener sidra, vino o té, azúcar, hierbas (normalmente hoja de laurel, especias (normalmente macis) y cebolla picada. Cuando se cura en salmuera, se dejan madurar los peces un par de días en barriles de roble sumergidos en salmuera. Las enzimas pancreáticas que facilitan el envejecimiento hacen a esta versión especialmente suave y blanda.
A veces se comercializa el matjes como rolmops de arenque o arenque holandés.

## Historia
El proceso de curar el arenque fue desarrollado en la Edad Media por los flamencos. Los arenques se pescaban entre finales de mayo y principios de julio en el Mar del Norte, cerca de Dinamarca o Noruega, antes de la temporada de reproducción. Se hacía así porque en esa época los arenques son inusualmente ricos en grasa (sobre el 15%) y no han empezado a desarrollar hueva ni lecha.
La salmuera empleada para el maatjesharing holandés tiene un contenido en sal mucho más bajo y es mucho más suave que la del loggermatjes alemán. Para proteger a los consumidores de la anisakiasis, la legislación holandesa exige congelar al menos a -45°C antes de salar. En la actualidad, el arenque curado puede por tanto producirse todo el año.

## Preparación
Se retira del arenque las branquias y parte del esófago por un corte en el cuello, eliminando así cualquier sabor amargo. El hígado y el páncreas se dejan durante el proceso de curado porque liberan enzimas esenciales para el sabor. Los arenques se meten entonces en salmuera unos 5 días, tradicionalmente en recipientes de roble. No requieren más preparación aparte de quitar la piel y sacar los filetes. Pueden comerse como aperitivo entre comidas acompañados de aros de cebolla cortados finos.
Los arenques curados son plateados por fuera y rosados por dentro cuando están frescos, por lo que no deben comprarse si aparecen grises o aceitosos.
Mientras los arenques en salazón tienen un contenido en sal del 20% y deben desalarse en agua antes de consumirlos, el matjes no tiene este problema.

## Presentación
Los platos de matjes en el norte de Alemania se sirven tradicionalmente con patatas hervidas en sus pieles, judías francesas, panceta frita cortada fina y cebolla. También es común en Alemania comerlo con cebolla cruda cortada en pan, llamándose a esta receta matjesbrötchen.
En algunas regiones, como Holstein, se sirve sobre pan moreno con arándanos rojos y salsa crema. También puede servirse con salsas de crema o yogur conteniendo cebolla y pepinillo, o en ensalada.